# Streptocarpus fanniniae
Streptocarpus fanniniae är en tvåhjärtbladig växtart som beskrevs av Harvey och Charles Baron Clarke. Streptocarpus fanniniae ingår i släktet Streptocarpus och familjen Gesneriaceae. Inga underarter finns listade i Catalogue of Life.